# Deykouarey
Deykouarey (auch: Dey Kouarèye) ist ein Dorf im Arrondissement Niamey IV der Stadt Niamey in Niger.

## Geographie
Das von einem traditionellen Ortsvorsteher (chef traditionnel) geleitete Dorf liegt im ländlichen Gemeindegebiet von Niamey. Westlich von Deykouarey befindet sich das urbane Stadtviertel Sary Koubou. Zu den umliegenden ländlichen Siedlungen zählen der Weiler Fandora im Nordwesten, das Dorf Saga Gorou II im Nordosten und der Weiler Bango Banda im Südosten.
Deykouarey ist wie Bango Banda ein Uferort des sechs Hektar großen, nährstoffarmen Sees Bangou Bi, der sich in den 1960er Jahren herausbildete.

## Bevölkerung
Bei der Volkszählung 2012 hatte Deykouarey 351 Einwohner, die in 43 Haushalten lebten. Bei der Volkszählung 2001 betrug die Einwohnerzahl 535 in 83 Haushalten.